# Domaszków (Wołów)
Pour les articles homonymes, voir Domaszków.
Domaszków est une localité polonaise de la gmina et du powiat de Wołów en voïvodie de Basse-Silésie.